# Schweppermannsburg
Die Schweppermannsburg (auch Burg Pfaffenhofen genannt) ist eine Burgruine in Pfaffenhofen, einem Ortsteil des Marktes Kastl (Lauterachtal) im Oberpfälzer Landkreis Amberg-Sulzbach von Bayern. Die Anlage wird als Bodendenkmal unter der Aktennummer D-3-6635-0121 im Bayernatlas als „archäologische Befunde im Bereich der Burgruine „Schweppermannsburg“ in Pfaffenhofen, Höhensiedlungen der Späthallstatt-/Frühlatènezeit und des Frühmittelalters“ geführt. Ebenso ist sie unter der Aktennummer D-3-71-132-63 als denkmalgeschütztes Baudenkmal von Pfaffenhofen verzeichnet.
Die Vorburg der Spornburg ist jederzeit frei zugänglich, die Hauptburg mit dem Bergfried ist nicht zugänglich.

## Geografische Lage

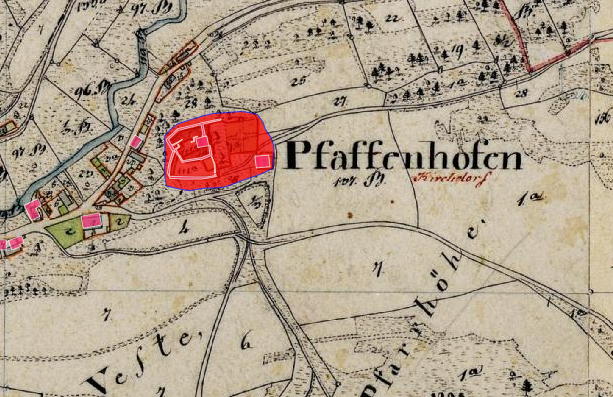
Lageplan der Schweppermannsburg auf dem Urkataster von Bayern

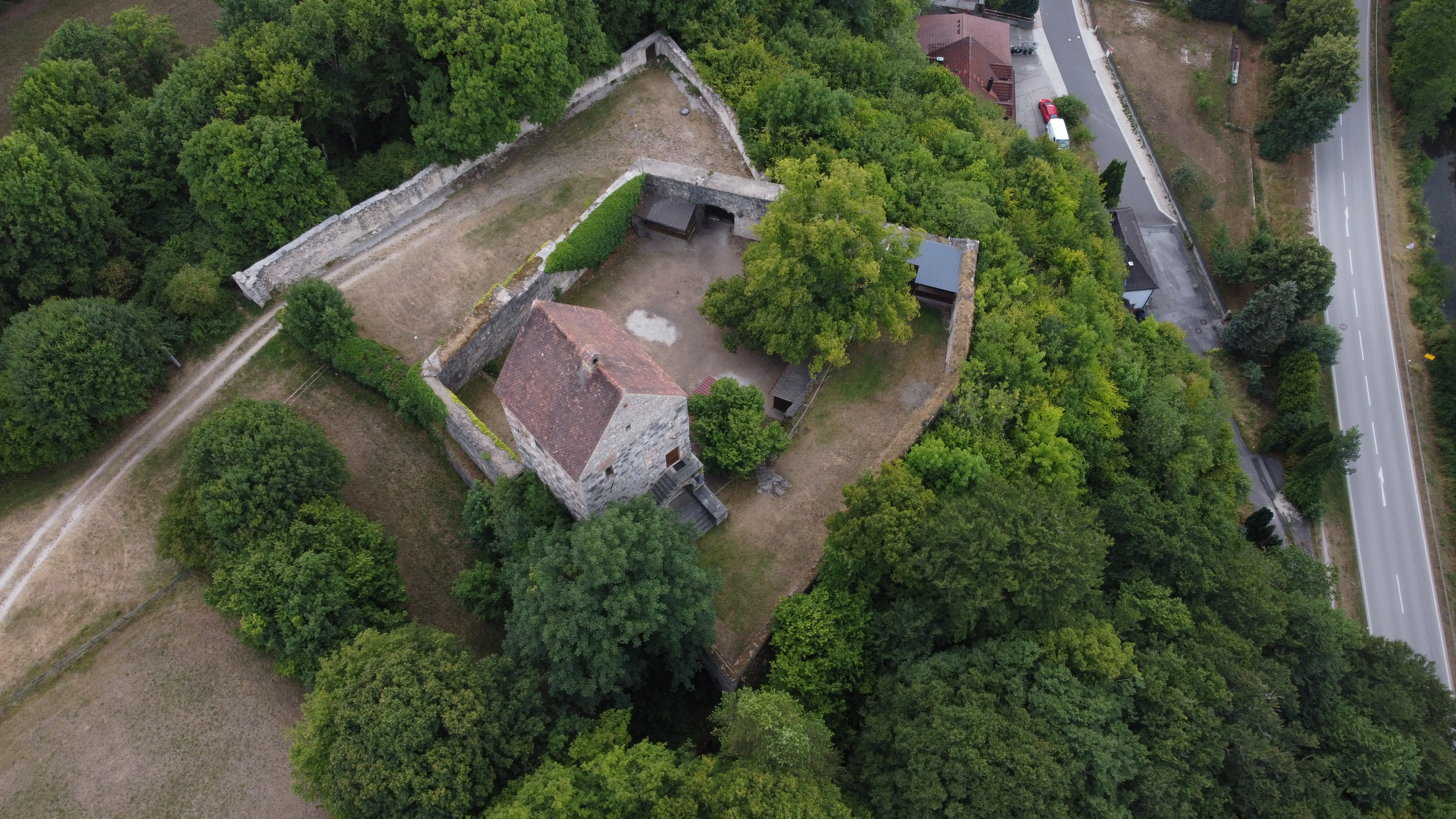
Luftbild der Schweppermannsburg (2022)

Die Burgruine befindet sich direkt östlich oberhalb von Pfaffenhofen (circa 16,5 Kilometer südwestlich von Amberg) auf einem etwa nach Nordwesten in das Tal der Lauterach vorspringendem Bergsporn des Pfarrbergs (570,2 m ü. NN) auf 420 m ü. NN.
Man erreicht die Ruine von Pfaffenhofen, das direkt an der Bundesstraße 299 liegt.
Im Lauterachtal abwärts befindet sich auch die Klosterburg Kastl ganz in der Nähe, etwas weiter die Burgruine Hohenburg und die Burgruine Roßstein. In südwestlicher Richtung auf dem Dietrichstein liegt bei Lauterhofen-Nattershofen der Burgstall Schweppermannsburg, früher vermutlich Thierenstein genannt, in südlicher Richtung der Burgstall Thürsnacht bei Lauterhofen-Thürsnacht, der Burgstall Habsberg bei Lauterhofen-Engelsberg und der Burgstall Lützelburg bei Velburg-Unterwiesenacker. Bei Mühlhausen-Wappersdorf befindet sich die Burgruine Schweppermann.

## Geschichte
Die Bauzeit der Anlage ist undatiert. Ausgrabungen im Jahr 2004 wiesen umfangreichere Bautätigkeiten im 13. Jahrhundert nach und wenige Keramikfunde vom Burgareal verweisen auf eine Siedlungstätigkeit bereits während des 9./10.–11./12. Jahrhunderts. Pfaffenhofen gehört bereits zur Erstausstattung des Klosters Kastl und hat eine wahrscheinlich bis in 8./9. Jahrhundert zurückreichende Siedlungskontinuität. Urkundlich erwähnt wird die Burg Pfaffenhofen erstmals im Hausvertrag von Pavia im Jahr 1329, bei der die Hälfte der Anlage an den Herzog von Bayern, Ludwig den Bayern, ging.
Von 1335 bis 1352 lässt sich Hartung der Schweppermann, ein Sohn Seyfried Schweppermanns, als (Teil-)Besitzer der Burg nachweisen. Ende des 14. Jahrhunderts erscheint dann schließlich noch ein Ulrich der Sweppermann als Burgherr. Die Familie Schweppermann wird im Folgenden namensgebend für die Burg.
Im 17. Jahrhundert wurde die Anlage im Dreißigjährigen Krieg durch schwedische Truppen zerstört und danach notdürftig wieder aufgebaut. Seit dem frühen 19. Jahrhundert verfiel die Burganlage und wurde erst gegen Ende des 20. Jahrhunderts in ein Sanierungskonzept eingebunden.
Seit 24. Oktober 2007 ist die Burg im Besitz des Vorsitzenden der Amberger Sektion des Deutschen Alpenvereins, der sie vom Freistaat Bayern erworben hat.